# Gare de La Teste
Gare de La Teste vasútállomás Franciaországban, La Teste-de-Buch településen.

## Vasútvonalak
Az állomást az alábbi vasútvonalak érintik:
- Lamothe–Arcachon-vasútvonal

## Kapcsolódó állomások
A vasútállomáshoz az alábbi állomások vannak a legközelebb:
- Gare de La Hume (Gare de Libourne, F41)
- Gare d’Arcachon (Gare d’Arcachon, F41)